# Texcalyacac
Texcalyacac é um município do estado de México, no México.